# Tlogobulu
Tlogobulu is een bestuurslaag in het regentschap Purworejo van de provincie Midden-Java, Indonesië. Tlogobulu telt 736 inwoners (volkstelling 2010).